# Larroque-Engalin
Larroque-Engalin è un comune francese di 51 abitanti situato nel dipartimento del Gers nella regione dell'Occitania.

## Società

### Evoluzione demografica
Abitanti censiti